# Vértes Árpád
Vértes Árpád (Türje, 1940. július 21. –) Hévíz polgármestere 1994 és 2010 között. Testvére Vértes Attila Széchenyi-díjas vegyészmérnök, közgazdász.

## Élete
1940. július 21-én Türjén született Vértes György (1904–1983) és Nagy Erzsébet (1914–2012) legkisebb gyermekeként. Általános iskolai tanulmányait Türjén végezte. 1958-ban közlekedési technikumban érettségizett. 1969-ben elvégezte a Vendéglátó Szakiskolát.
1959 és 1964 között a Budapesti Volán Vállalat közlekedési főellenőre. 1964-től a hévízi Piroska Étterem és Panzió illetve két húsbolt tulajdonosa. 1994 és 2010 között Hévíz polgármestere. 1998-ban az SZDSZ országgyűlési képviselő jelöltje volt.

## Díjai
- belügyminiszteri Aranygyűrű (1995)
- Magyar Köztársasági Arany Érdemkereszt Polgári Kitüntetés (1997)
- Hévíz díszpolgára (1999)
- Az év polgármestere (2003)